# Sidama abessinica
Sidama abessinica is een hooiwagen uit de familie Assamiidae.